# أكاديمية واديل لتعليم اللغات
عرفت أكاديمية واديل لتعلم اللغات باسم أكاديمية سميث للغات العالمية سابقا, وهي مدرسة مزدوجة عامة
بنظام كي8 وهي مدرسة مزدوجة تشتمل على المرحلتين المتوسطة والابتدائية لتعلم اللغات المدمجة وهي تقع
في ولاية شارلوت في شمال كارولينا بالولايات المتحدة , كما أن هناك جزء مُلحق من مدرسة شارلوت ميكلينج
بورج تابع لهذه الأكاديمية. يتم دفع الرسوم بواسطة متعلمي اللغة الثانية, وتوفر هذه الأكاديمية دمج اللغات
للطلاب وذلك في الصفوف الصينية والألمانية والفرنسية وكذلك اللغة اليابانية والتي تشمل طلاب رياض
الأطفال وحتى الصف الثامن. كما أنهم أيضا يقومون بتدريس اللغة الأسبانية في المرحلة المتوسطة. تقوم هذه
المدرسة أو الأكاديمية بتدريس 1311 طالب من عمر الخمس سنوات إلى عمر الرابعة عشرة وهو ما يرمز له
بمسمى كي8. في سنة 2012\2013, سجّل 891 طالب في برنامج التعليم الابتدائي كي5 بينما انضم 420
طالب للمرحلة المتوسطة.

## اللغات
تقدّم أكاديمية واديل لتعليم اللغات لطلابها فرصة فريدة من نوعها حتى يصبحوا متقنين للغة , ويتم ذلك من
خلال التدريس المدمج للغة الثانية لكلُا من الصينية والألمانية والفرنسية واليابانية أيضا. يُدرّس الطلاب لغة
جديدة غير لغتهم الأم منذ الأيام الأولى لهم في رياض الأطفال , وتُنتج هذه الخطوة طلابا مُتقنين ومحترفين في
مهارة الاستماع والتحدث والقراءة والكتابة كذلك في اللغة المُتعلّمة.
تُدرّس هذه البرامج المكثفة لتعليم اللغات كجزء من اليوم التعليمي أو كيوم كامل بالنسبة لمتعلمي اللغة الثانية,
كما تُدرس هذه المسارات التعليمية الصينية أو الفرنسية أو الألمانية أو اليابانية لطلاب رياض الأطفال وحتى
الصف الثامن, بينما يشمل مسار اللغة الأسبانية المدمج الصف السادس إلى الصف الثامن. بدأت الأكاديمية
بتدريس اللغة الصينية في عام 2006\2007 وهي اللغة الأحدث التي أضيفت لهذه الأكاديمية. بالإضافة
لبرنامج تعليم اللغة المانداريانية (الصينية), فقد كانت تدرس في رياض الأطفال والصف الأول ويزيد المستوى
التعليمي كل سنة.
بالإضافة أن الطلاب يتلون قسم الولاء لعلم الولايات المتحدة في كلا اللغتين بـالإنجليزية وباللغة المتعلّمة,
وتمثل هذه الصفوف التعليمية تمثّل دروسا ثقافية بالإضافة إلى تدريس اللغة والمواد الدراسية.
لدى هذه الأكاديمية علاقات وروابط فعالة ووثيقة بجامعات في ألمانيا ومع برنامج الزيارة الدولية الأكاديمي في
جامعة شمال كارولاينا في تشابل هيل , مما يضمن ويوفر لهذه الأكاديمية فرص التطوير وتوفر الموارد,
بالإضافة لقضاء المعلمين وقتا للانتداب داخل المعهد.

## المدرسة الابتدائية
خلال الأيام الأولى في رياض الأطفال , يُدمج الطلاب في تعلم اللغة الجديدة مما ينتج طلاب متقنين ومحترفين
في مهارة الاستماع والتحدث والقراءة والكتابة في تلك اللغة. كما أن هذه البرامج المكثفة تُدرّس كيوم دراسي
كامل أو كجزء منه.

## المدرسة المتوسطة
خلال المرحلة المتوسطة, تستمر أكاديمية واديل بتعليم طلابها اللغة الجديدة كما تُمكنهم من تسريع مسارهم
الدراسي ليتعلموا لغة ثالثة. يختار طلاب المرحلة المتوسطة مجموعة واسعة من المناهج المختارة التقليدية
والتي تؤكد على اختلاف اللغات والثقافات, كما أن لديهم الفرصة للمشاركة في الأنشطة الرياضية والأنشطة
اللامنهجية المتاحة لجميع طلاب المرحلة المتوسطة.

## الإنجازات
سجل 96 بالمائة من طلاب الصف الخامس في الصف التعليمي وكان ذلك في عام 2005, حيث انضموا
للبرنامج التجريبي السنوي في شمال كارولاينا بالرغم من أنه يٌدرّس بلغة أجنبية غير لغتهم الأم. أيضا في عام
2005, حازت المدرسة على جائزة جولد مان ساكس للتميز في التعليم الدولي وكان ذلك في المدارس
الابتدائية والمتوسطة

## التاريخ
في عام 1990 ميلادي, بدأت برامج تعليم اللغات الأجنبية المدمجة في مدارس شارلوت مكلنبورغ حيث كانت
جزء من عروض الأكاديمية أو المدرسة المزدوجة على نطاق واسع , كما أنها كانت بإشراف الدكتور جون
مورفي آنذاك .افتتِح أول برنامج تعليمي مدمج في صيف 1992 ميلادي , في مدرسة برونز أفينيو الابتدائية
وكانت أولى بدايات البرنامج التعليمي المدمج كليا.
كانت اللغة الألمانية تُدرّس في التعليمات وقد قُبل الطلاب الأوليين في الصفوف المدمجة لكلًا من رياض
الأطفال والصف الأول , كما ازداد مستوى هذا البرنامج الدراسي بدرجة واحدة كل سنة حيث أن الطلاب تقدموا
واجتازوا للمستوى القادم لذا بحلول عام 1996 ستكون مدرسة برونز مورفي الابتدائية متضمنة لبرنامج
التعليم الكلي المدمج (كي5) وذلك بضم عنصر الاندماج المتأخر لطلاب الصف الثاني والثالث.
وضعت برامج عديدة لدمج اللغة في مدارس مختلفة تابعة لأكاديمية شارلوت ميكلين بورج، وكان ذلك بعد
النجاح الأولي في برنامج برونس أفينو. في عام 1994، بدأ برنامج الدمج للغة الفرنسية في مدرسة ريد بارك
الابتدائية ، ومن ثم في عام 1995, أنشئ برنامج دمج ثنائي في اللغة الإسبانية وقد تم ذلك في مدرسة كولينز
وود الابتدائية. و في عام 1996، قُدّم برنامج اندماج جزئي في اللغة اليابانية بمدرسة سيدجي فيلد الابتدائية.
وأخيرا في عام 1997 ، انتقل طلاب الصف السادس من برنامج الدمج الكلي إلى برنامج الدمج الجزئي في
اللغة وذلك كان في مدرسة سميث للمرحلة المتوسطة.
وبحلول 2001 ميلادي، دُمجت البرامج الثلاث الأولية لاندماج اللغات في موقع واحد. وقد ضمت مدرسة
برونس أفينو برنامج (كي -5 ) والذي يشمل برامج في اللغة الفرنسية والألمانية واليابانية، وفي عام 2002،
انتقلت هذه البرامج لمدرسة سميث للمرحلة المتوسطة , كما أنها قامت بدمج برنامج (6-8) للدمج اللغوي
الجزئي ليصبح برنامج (كي-8) الأكاديمي العالمي للغات.خلال عام 2011, انتقلت هذه المدرسة لأكاديمية إي
إي واديل السابقة للمرحلة الثانوية واقترحوا لها مسمى أكاديمية إي إي واديل للغة.
بنهاية عاميّ 2010- 2011, انتقلت أكاديمية سميث العالمية للغة لحرم مدرسة إي إي واديل الثانوية وسُميت
تيمُناً بدكتور(بالدكتور) ألبيرت إيدوين واديل وكان ذلك عام ( 1922- 1988) ميلادي. كان دكتور إيلبيرت
واديل مُعلّم وقائد محلي, حيث تلقى شهاداته العليا من جامعتي كاليفورنيا الشمالية ومقاطعة أي تي , بينما
تلقى شهادة الدكتوراه من جامعة دوك.
كما عمِل بمنصب مدير في مدرسة كينج فيل الثانوية من عام 1943 وحتى عام 1963، وتكريماً لمشاركة
المجتمع المحلي فقد أُعيد تسمية الحرم الدراسي للمدرسة الأساسية باسم المركز الاجتماعي (إي إي واديل).
كان دكتور واديل مدير مدرسة شارلوت الثانية الثانوية منذ عام 1963 وحتى عام 1969 حيث عُيّن بمنصب
مساعد المشرف في مدارس شارلوت ميكلن بورج.
منذ عام 1976 وحتى 1979 ميلادي, عُيّن دكتور واديل كمشرف, بينما في عام 1979, عُين أيضا بمساعد
مشرف لخدمات الدعم والمساعدة وهو المنصب الذي ترأسه حتى تقاعده سنة 1982. أُهديَ مبنى المدرسة
الثانوية السابق رسميا لدكتور واديل في الثاني من شهر يونيو عام 2002 ميلادي .

## ملعب الأكاديمية
يقع ملعب أكاديمية إي إي واديل للغات في ساحة الفناء والذي يُقدّر بمساحة 6000 قدم في ولاية شارلوت,
شمال كارولاينا. ويقام في هذا الملعب مباريات كرة القدم وسباقات المضمار والميدان بالإضافة لكرة القدم
الأمريكية, كما أنه كان بمثابة موطن لفريق نسور شارلوت في الدوري الثاني لاتحاد كرة القدم خلال موسم
2007. وبغضون سنة 2012, ستنقُل مدرستي ميكلن بورج وشارلوت الغربية الثانوية العديد من المباريات
لهذا الملعب وذلك بسبب خضوع ملعبيها الرياضي للترميم والإصلاحات.

## منشآت نهاية الأسبوع
في نهاية الأسبوع التكميلي بمدرسة شارلوت اليابانية, تُقِيم صفوفها الدراسية في مبنى مدرسة واديل وتكون
مكاتب المعلّمين في جناح مركز ميدوود الثقافي العالمي رقم 300 . كما أقامت هذه المدرسة صفوفاً دراسية
كذلك في مبنى أكاديمية سميث للغات السابق حيث كانت مكاتب عملهم في جناح البيت الدولي.